# San Martín de Porras (Piura)
San Martín de Porras es una localidad peruana ubicada en el distrito de Chalaco, perteneciente a la provincia de Morropón del departamento de Piura, al norte del Perú. 

## Ubicación
San Martín de Porras se ubica al noreste de la provincia de Morropón, en el distrito de Chalaco, en el departamento de Piura.

## Demografía
En 2017 San Martín de Porras tenía una población de 42 habitantes.
| Gráfica de evolución demográfica de San Martín de Porras entre 1993 y 2017 |
|                                                                            |
| Fuentes: Población 1993 y 2017                                             |